# 61 av. J.-C.
Cette page concerne l'année 61 av. J.-C. du calendrier julien proleptique.

## Événements
- 4 novembre 62 av. J.-C. (1er janvier 693 du calendrier romain) : début à Rome du consulat de Marcus Valerius Messalla Niger et Marcus Pupius Piso Frugi Calpurnianus[1].
  - Arrivée de Pompée à Rome. Il y trouve de nombreux ennemis : l’oligarchie qui ne tient compte ni de ses victoires, ni de sa loyauté constitutionnelle, le parti démocratique aux ordres de Crassus et de César. Seul lui reste fidèle l’ordre équestre, impuissant sans alliés à constituer une majorité. Le Sénat lui fait attendre six mois son triomphe, ajourne pendant plus d’un an la ratification des actes de son gouvernement en Orient et la distribution de terres à ses vétérans. Lors de la ratification des actes, Lucullus demande le débat par article, appuyé par les ennemis de Pompée, Crassus et Caton en tête. Le Sénat met son opposition au projet de loi agraire pour l’attribution de terres aux vétérans[2].
  - César est envoyé comme propréteur en Hispanie ultérieure. Il s’y distingue par ses qualités remarquables d’administrateur et ses succès contre les Gallaeci et les Lusitaniens[3]. Selon Suétone, César ne peut sortir de Rome à cause de ses créanciers. Crassus rembourse une partie de ses dettes et se porte garant de ses autres créances[1].
- Septembre : triomphe de Pompée de orbe terratum (sur le monde entier). Il y figure de nombreuses œuvres d’art pillées en Orient.

- Révolte des Allobroges en Gaule narbonnaise, écrasés d’impôts par Lucius Licinius Murena. Leur chef Catugnatos est victorieux des Romains de Gaius Lentinus sur l'Isère et menace Marseille et Narbonne (fin en 60 av. J.-C.). Lentinus assiège Solonion ; Catugnatos tente de lever le siège mais son armée est encerclée par le gouverneur Pomptinus. Le gros des troupes allobroges est fait prisonnier, mais Catugnatos parvient à fuir[4]. Il est possible que les colons romains, chassés de Vienne par la révolte, se soient réfugiés à Lugdunum[5].

- L’helvète  Orgétorix conspire avec le séquane Casticos et l'éduen Dumnorix pour rétablir la royauté et s’imposer en Gaule à la faveur de la migration des Helvètes prévue pour 58 av. J.-C.[6].

## Naissances en 61 av. J.-C.
- Marcus Tullius Cicero, fils de Cicéron
- Ptolémée XIII Dionysos, roi d’Égypte.

## Décès
- Quintus Marcius Rex, homme politique romain.
- Tigrane le Jeune, prince de la dynastie artaxiade.